# Лі Чхун Хі
Лі Чхун Хі (кор. 리춘히, 李春姬, 8 липня 1943, Тхончхон) — північнокорейська актриса і телеведуча, колишній диктор Корейського центрального телебачення. Відома різким та емоційним стилем читання новин.

## Раннє життя та освіта
Лі Чхун Хі народилася у 1943 році в бідній родині в Тхончхоні провінції Канвондо. Вона виховувалася урядом КНДР через її бідне походження, яке вважалося ознакою політичної довіри в країні. Лі досягла успіхів у виконавчому мистецтві в Пхеньянському університеті театру і кіно (кор. 평양 연극 영화 대학). Хоча вона не займалася журналістикою, її прийняли на роботу на КЦТ.

## Кар'єра
Лі була головною ведучою новин КЦТ з 1974 року, вона виходила щодня в ефір в період правління Кім Чен Іра. Вона також повідомляла важливі новини КНДР, такі як про успішне ядерне випробування.
Лі Чхун Хі також відома тим, що вона робила повідомлення про смерть Кім Ір Сена у 1994 році та Кім Чен Іра у 2011 році, при цьому вона плакала.
За повідомленням телеканалу CCTV News у випуску новин, що вийшов 24 січня 2012 року, Лі Чхун Хі заявила про те, що йде з посади головного диктора КЦТ на пенсію. 

## Нагороди
Нагороджена званням «Герой Праці» та «Народний працівник мовлення».